# Patrick Gsteiger
Patrick Gsteiger (* 5. Juli 1967) ist ein Schweizer Politiker (EVP).

## Leben
Gsteiger absolvierte eine Lehre zum. Bauzeichner Von 1989 bis 1990 besuchte er die Polizeischule in Ittigen. Im Anschluss war er von 1990 bis 1996 als Kantonspolizist in Moutier tätig. Danach arbeitete er von 1997 bis 2003 in der Regionalfahndung Berner Jura. Gsteiger wurde nun Wissenschaftlicher Mitarbeiter der Staatskanzlei des Kantons Bern und war von 2003 bis 2006 Sekretär des Regionalrates, sowie anschließend von Juni 2006 bis September 2006 Generalsekretär ad interim des Bernjurassischen Rates.
Seine politische Karriere begann im Gemeinderat von Perrefitte, dem er von 1996 bis 1998 angehörte. Von 1998 bis 2006 war er Gemeindepräsident von Perrefitte. Daneben war er von 2003 bis 2006 Mitglied im Vorstand der Gemeindepräsidentenkonferenz Berner Jura und Biel. Seit 2005 ist Gsteiger  Mitglied im Kantonalvorstand EVP Kanton Bern, sowie Präsident der EVP Berner Jura. Seit 2006 ist er Mitglied der Berner Delegation im Conseil de la Conférence TransJurassienne CTJ. Des Weiteren ist er seit dem 1. Juni 2010 Mitglied im Grossen Rat des Kantons Bern für den Wahlkreis Berner Jura.
Gsteiger ist heute der Mitinhaber eines Ingenieurbüros. Er ist verheiratet und hat zwei Kinder.